# Castello Colonna
Il castello Colonna è un castello medievale situato nella città di Eboli, posizionato nella parte settentrionale della città su una collina che domina la città e la piana del Sele. Dal 1939, il castello è di proprietà del Ministero della Giustizia.

## Origine del nome
Il nome Colonna del castello, deriva dai lavori commissionati da Antonio Colonna (nipote di papa Martino V) nel XV secolo. Il nome Domus domini imperatoris in Ebulo viene dai documenti della dominazione normanna.

## Storia

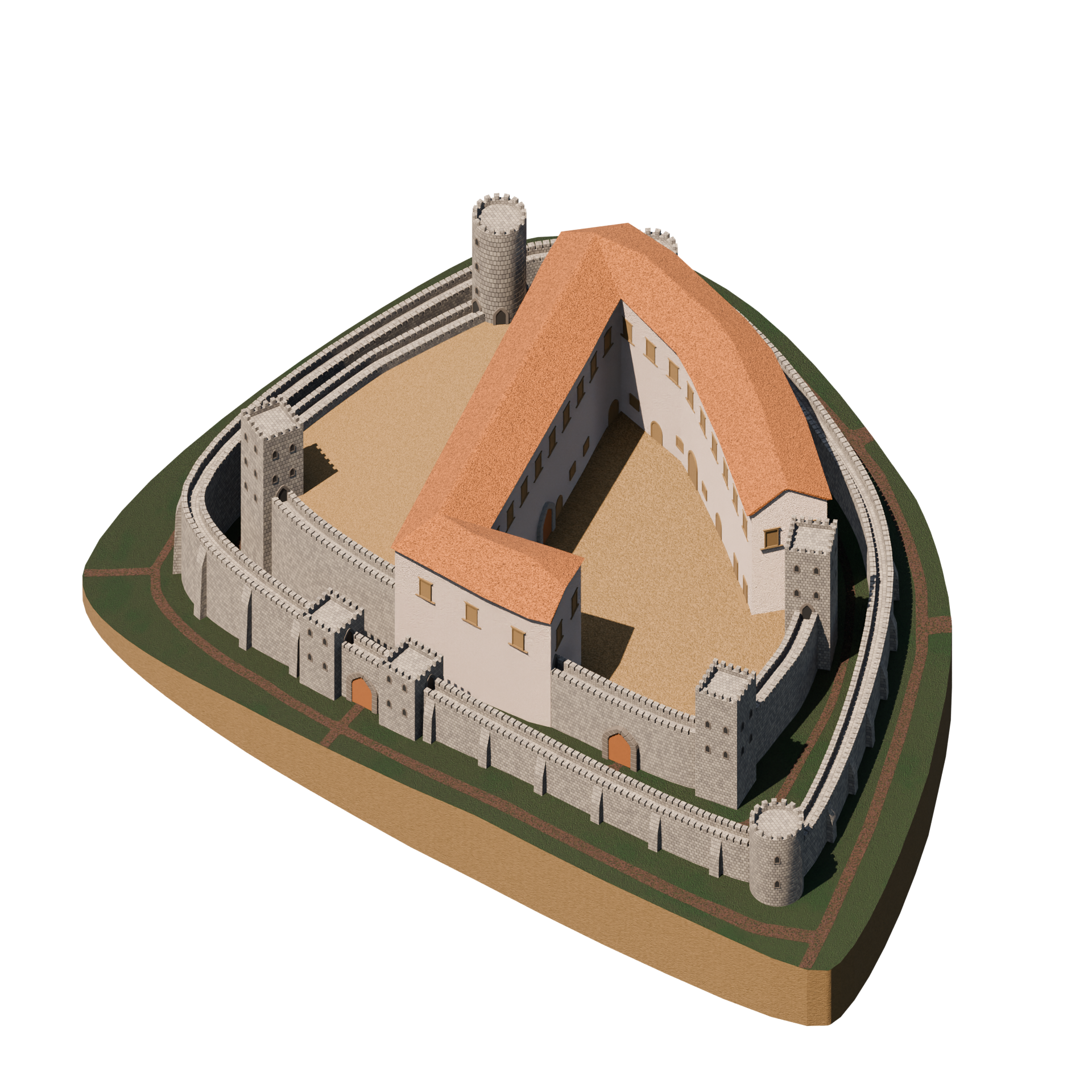
Ipotetica ricostruzione del Castello

L'attuale struttura del castello è il risultato di più stratificazioni avvenute nel corso dei secoli, a partire da costruzioni di epoca romana.
Probabilmente l'attuale castello sorge su una struttura militare longobarda. La costruzione risale sotto dominazione Normanna da parte del signore di Eboli, Gugliemo d'Altavilla, fratello di Roberto il Guiscardo. All'interno del castello, è presente la piccola Chiesa di San Marco, che viene menzionata per la prima volta nel 1309.
Nel 1640, il castello viene ingrandito e fortificato.

### La vendita al Ministero della Giustizia
Nel 1935, il castello venne venduto dal barone Romano Avezzana al Ministero della Giustizia, che nel Giugno del 1939 lo renderà casa di rieducazione per minorenni, inaugurato dal ministro Arrigo Solmi. Nel 1993, verrà poi convertito in casa di reclusione per il trattameneto delle tossicodipendenze.

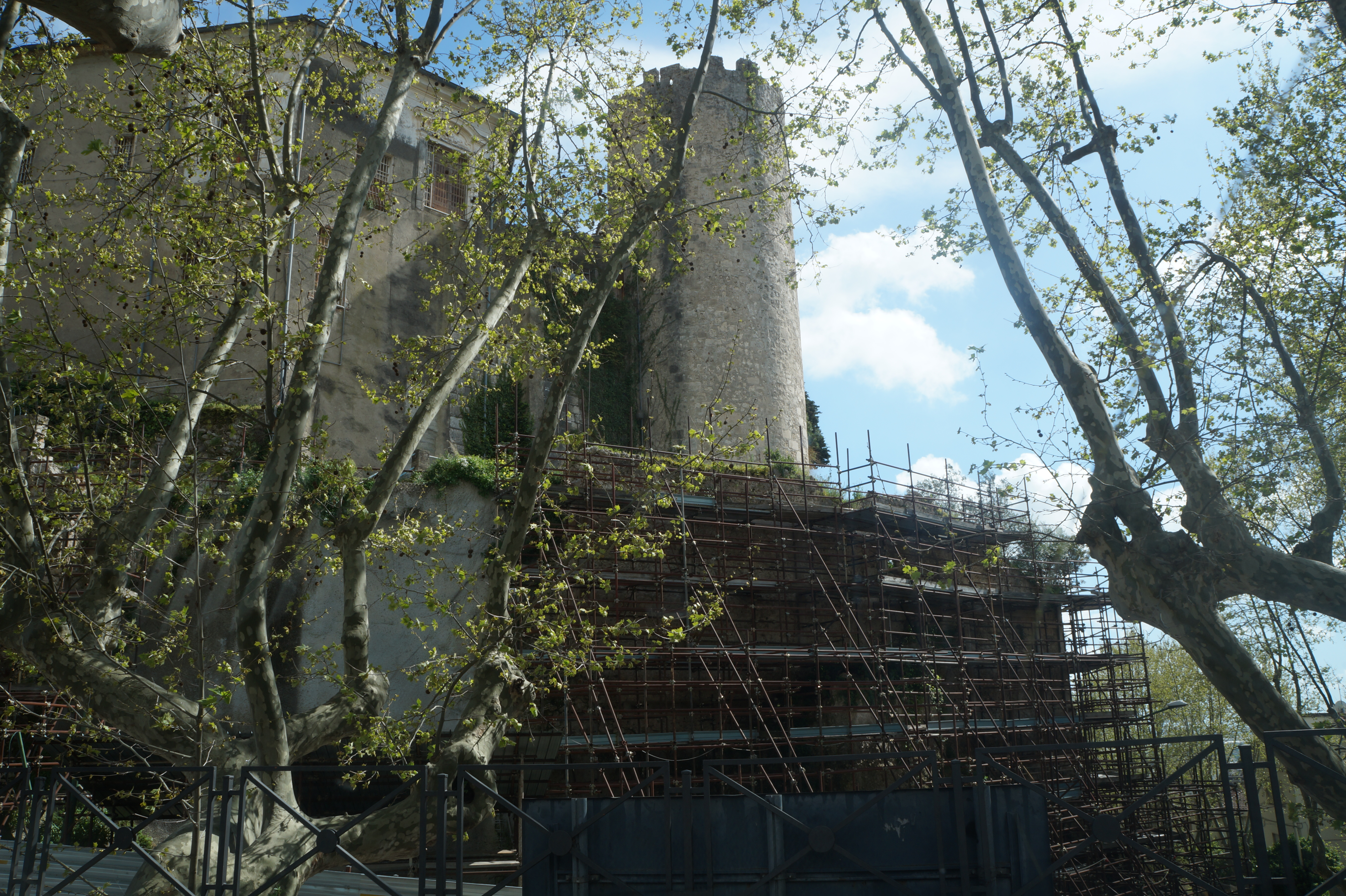
Visuale della torre interiore e posteriore (crollata) nella parte settentrionale.

### Il crollo della torre esterna settentrionale
La sera dell'8 Marzo del 2016, crolla la torre settentrionale esterna, riportando alla luce il dibattito sulla proprietà del castello.

### Il castello oggi
Il castello oggi viene utilizzato dal Ministero della Giustizia come casa di reclusione, in particolare come Istituto a Custodia Attenuata per il Trattamento delle Tossicodipendenze e/o Alcol dipendenze. L'istituto può ospitare circa 50 detenuti e vista la natura storica del Castello, vengono realizzati eventi di natura culturale per trattamenti sociali per i detenuti. A causa di ciò, il castello non è visitabile se per visite circostanziate a pochi ambienti e alle visite familiari dei detenuti.
Per la natura detentiva dell'istituto, il comune di Eboli ha più volte chiesto, nel corso degli anni, l'acquisto del castello per rivalutarlo ad un uso turistico visto il valore archeologico e la conservazione di esso.

## Galleria d'immagini

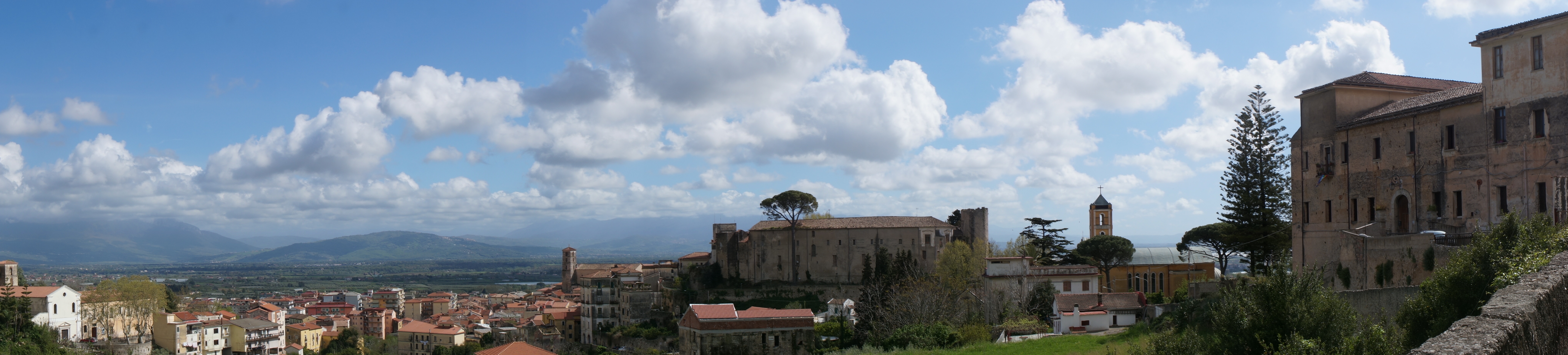
Panorama della zona vecchia di Eboli con il Castello che domina al centro.